# شوكة (المخادر)

تعديل مصدري - تعديل

شوكة هي إحدى قرى عزلة الصفي بمديرية المخادر التابعة لمحافظة إب، بلغ تعداد سكانها 228 نسمة حسب تعداد اليمن لعام 2004.